# Міланський едикт

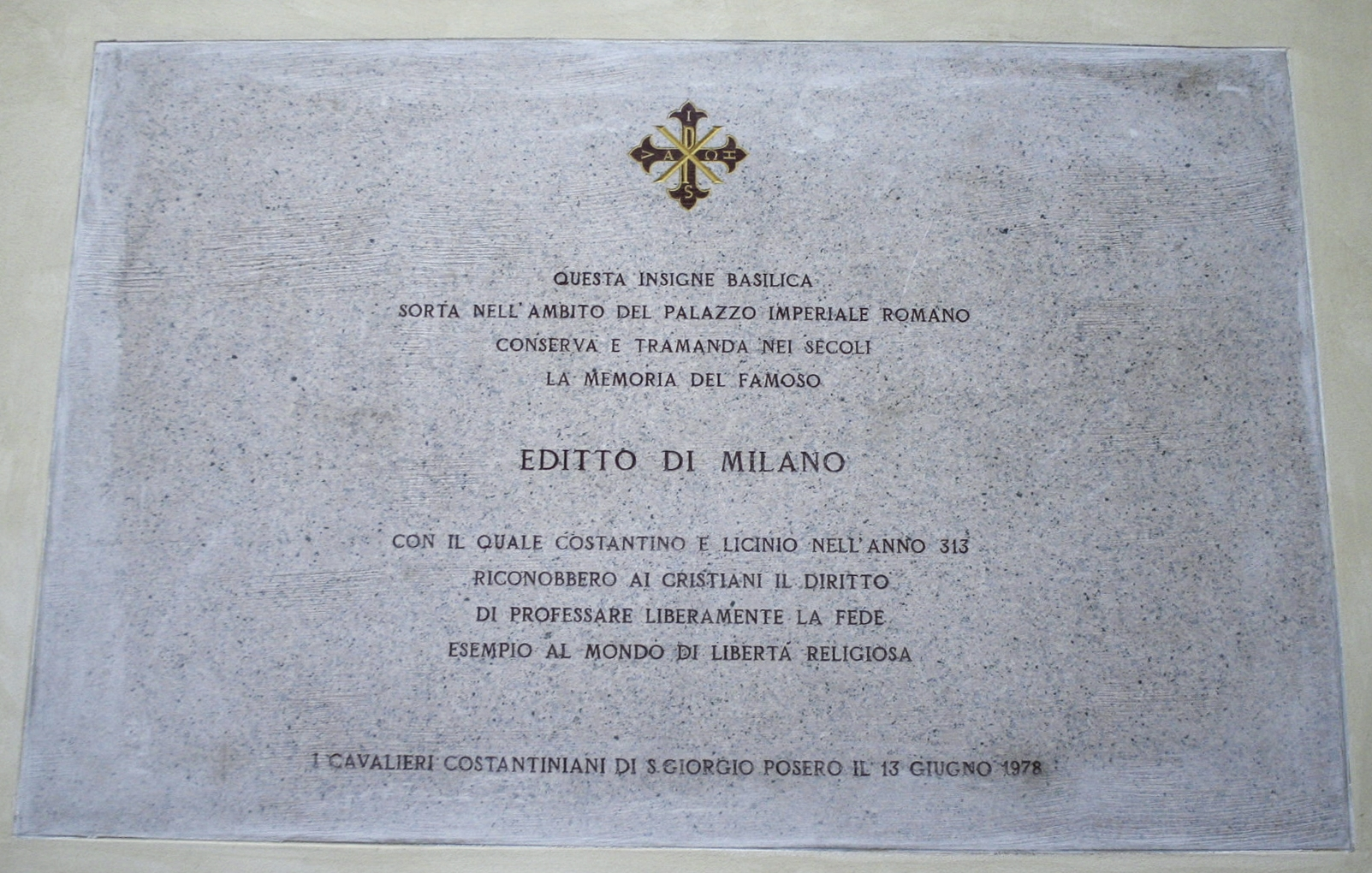

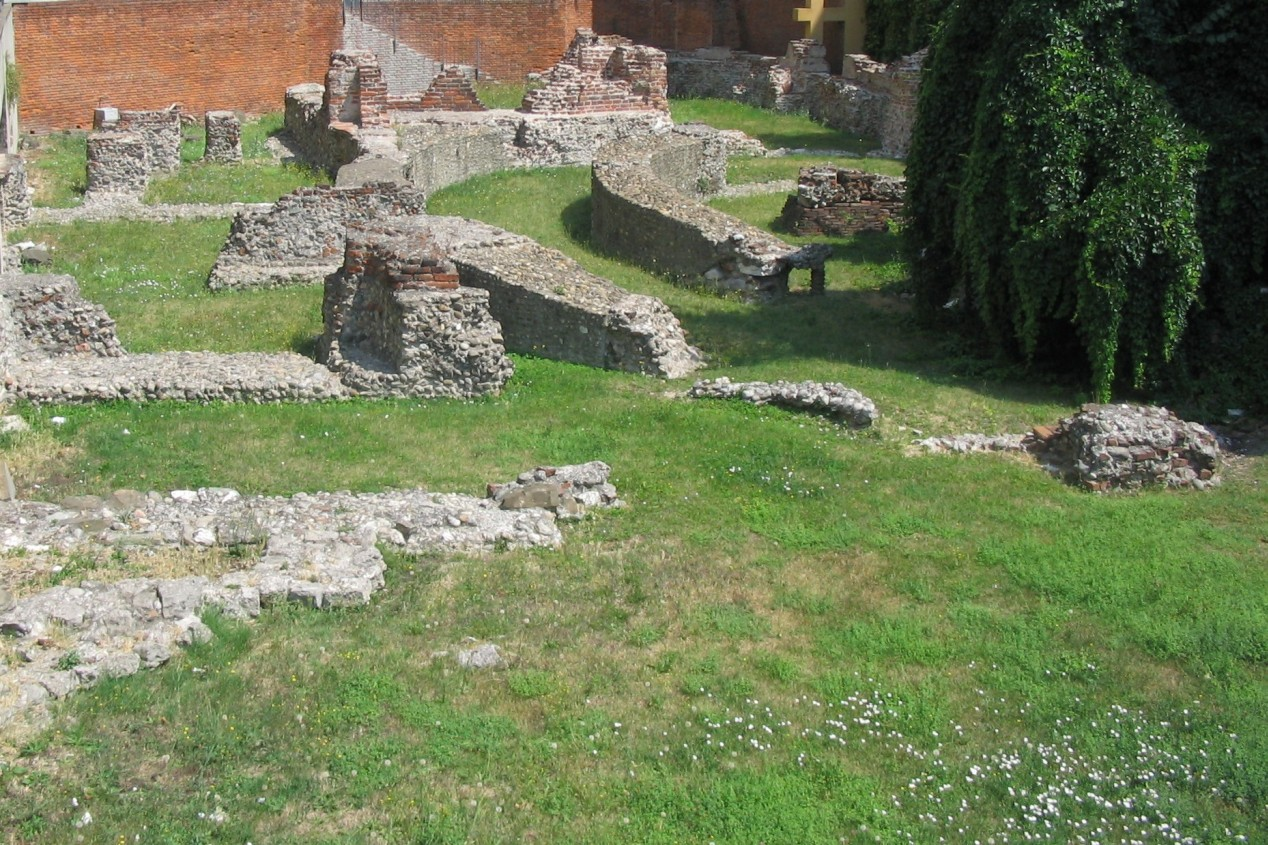
Руїни давньоримського міста Мілан

Міланський едикт — лист, підсумок політичної домовленості двох імператорів Костянтина та Ліцинія 313 р., яким проголошувалась релігійна терпимість на території Римської імперії. Міланський едикт, поклавши край гонінням на християн, став важливим кроком на шляху перетворення християнства на офіційну релігію імперії. Текст едикту не зберігся, однак він цитується Лактанцієм в його праці «Про смерть переслідувачів».

## Зміст
Міланський едикт був направлений головам провінційних адміністрацій імперії від імені імператорів Костянтина та Ліцінія того ж 313 року. Цей едикт був продовженням Нікомедійського едикту від 311 року, виданого імператором Галерієм. Однак, якщо Нікомедійський едикт легалізував християнство і дозволяв відправлення обрядів за умови, що християни будуть молитися за добробут республіки і імператора, Міланський едикт пішов ще далі.
Згідно з Міланським едиктом всі релігії урівнювались у правах. Таким чином, традиційне римське язичництво втрачало роль офіційної релігії. Едикт особливо виділив християн і передбачав повернення християнам і християнським громадам всієї власності, яку було забрано від них під час переслідувань. Едикт також передбачив компенсацію з казни тим, хто вступив у володіння власністю, яка раніше належала християнам, і був змушений повернути цю власність колишнім власникам.